# 2
Năm 2 là một năm trong lịch Julius.

## Sinh
- Đặng Vũ, người Tân Dã, Nam Dương (m. 58)

## Mất

### Tháng 8
- 20 tháng 8:
  - Lucius Caesar, con trai của Marcus Vipsanius Agrippa và Julia the Elder